# Laboratorio para Experimentación en Espacio y Microgravedad
El Laboratorio para Experimentación en Espacio y Microgravedad (LEEM) es una asociación creada por estudiantes universitarios españoles que participaron o participan  en distintas actividades del departamento de educación de la Agencia Espacial Europea (ESA) o que desarrollan su actividad profesional dentro del sector aeroespacial. El LEEM está inscrito en el Registro Nacional de Asociaciones del Ministerio del Interior de España en el Grupo: 1, Sección: 1, Número Nacional: 589294.
El principal objetivo de este Laboratorio es ayudar y dar apoyo a estudiantes e interesados en comenzar un proyecto relacionado con espacio o microgravedad, facilitándoles información, cursos, contacto con empresas o medios de comunicación e incluso apoyo material y financiero. Por otra parte, LEEM desarrolla sus propios proyectos aprovechando las ventajas de la cooperación con el fin de abordar proyectos más ambiciosos.

## Historia
Fue fundado el 8 de noviembre de 2006, fecha en la que se aprobaron y firmaron sus estatutos por parte de los miembros fundadores. La asociación fue presentada públicamente en España el 1 de marzo de 2007 en la primera edición del Congreso “Spanish Space Students – S3. A nivel internacional, se presentó la publicación “Laboratory for Space and Microgravity Research (LEEM): Space Education and Student Projects” el 27 de septiembre de 2007 en el “58th International Astronautical Congress” (IAC) celebrado en Hyderabad (India).
En su primer año de existencia, el LEEM lanzó un portal en Internet donde se encuentra amplia información sobres sus proyectos. En él se publica información actualizada sobre las oportunidades para estudiantes para involucrarse en proyectos del departamento de Educación de Agencia Espacial Europea (ESA) o, en general, en cualquier proyecto relacionado con espacio o microgravedad.
Durante los siguientes años, se sucedieron una serie de colaboraciones con la ESA, el ELGRA y el INTA que permitieron que los miembros del LEEM participaran en proyectos y actividades que los relacionaban con el sector industrial aeronáutico y espacial.
En el sector internacional, el LEEM ha estado presente a través de sus miembros en el Congreso Internacional de Astronáutica (IAC), organizado por la Federación Internacional de Astronáutica (IAF), es el encuentro más importante dentro del sector espacial. En él se reúnen cada año en un continente distinto los científicos, ingenieros, estadistas, economistas y otros profesionales relacionados con el Espacio. La asociación lleva participando en el congreso desde 2007 con la presentación de papers que han ido creciendo exponencialmente cada año. Ya en la edición de 2009 los papers presentados por miembros del LEEM supusieron el 14,8% de todos los papers presentados por España.

## Finalidad
La finalidad con la que se constituye esta asociación es impulsar, promover y crear proyectos e iniciativas de carácter aeroespacial. Dentro de este marco, se contemplan los siguientes objetivos:
- Fomentar la participación de españoles, especialmente estudiantes, en proyectos de ámbito tanto europeo como internacional.

- Facilitar los medios de difusión para la cooperación con otras personas u organismos del sector espacial.

- Servir como medio de divulgación y consulta para todas aquellas personas con inquietudes en temas afines a Espacio.

- Impulsar el trabajo en equipo e interdisciplinario, así como las relaciones humanas subyacentes; evitando la predominancia de lo personal frente a lo colectivo, todo ello como base del desarrollo tecnológico.

## Principales Actividades
El LEEM gestiona una variedad proyectos adaptados de carácter aeroespacial dirigidos a todos los estudiantes universitarios españoles. Los más importantes, que se detallan más adelante, son los proyectos de Cohetes, Vehículos Aéreos no Tripulados (UAV), Torre de Caída Libre (TCL), Ground Station (GS),  la Competición Internacional All You Can Fly, que incluye la modalidad de CanSat, así como la organización del congreso Spanish Space Students.

## Actividades Adicionales
La división de educación del LEEM ya ha comenzado a dar conferencias a los más jóvenes con el fin de acercar el espacio y la microgravedad a las aulas. Aprovechando la experiencia de los vuelos parabólicos, se les ofrece a los niños y alumnos de educación especial una vista general sobre el Espacio y se les explica el concepto de microgravedad. También se han organizado talleres de cohetes de agua que incluye una demostración con uno de los cohetes de sondeo (LEEM-RK).
Una de las actividades más importantes a nivel divulgativo y lúdico es la organización anual de la Yuri's Night en Madrid, como organizador oficial de este evento, que incluye actividades lúdicas que muestren la historia del primer cosmonauta y la organización de una posterior fiesta temática. La noche de Yuri organizada por el LEEM pertenece al conjunto de Yuris Night's Oficiales y en 2011 fue objeto de interés mediático con motivo del 50 aniversario de la llegada del hombre al espacio.

## Organización
A nivel administrativo el LEEM posee una organización a nivel nacional apoyada por delegaciones a nivel local que facilitan el contacto con estudiantes y jóvenes profesionales. Los proyectos nacionales son transversales, pudiendo acceder a ellos miembros de delegaciones locales o del LEEM Nacional.

### Áreas
LEEM se encuentra estructurado en tres áreas: Aeroespacio, Microgravedad y Educación. Dentro de éstas se distribuyen las divisiones encargadas de soportar la puesta en marcha de proyectos relacionados con Espacio. Junto a ellas se cuenta con los proyectos que se desarrollan con carácter permanente desde el LEEM. Cada área cuenta con un Coordinador.

### Proyectos
Los proyectos representan una actividad concreta con resultados prácticos. Suponen la esencia de la asociación y permiten a todos los estudiantes que lo deseen desarrollarse a nivel profesional mediante la planificación y ejecución de proyectos de ingeniería adaptados a varios niveles de experiencia. Actualmente existen seis proyectos principales, aunque en la práctica hay más, presentados por los socios y aprobados por las juntas directivas locales.

### CongresoSpanish Space Students(S3)
Con el objetivo de poner en contacto a todos los estudiantes españoles interesados en la investigación en Espacio o Microgravedad, LEEM organiza un congreso anual en noviembre, el S3. Durante sus tres días de duración, se presentan los proyectos en los que están involucrados los estudiantes asistentes, así como conferencias de expertos en las materias relacionadas. Una serie de talleres de trabajo (Workshops) dan la oportunidad de lanzar nuevos proyectos. Actualmente se trata del congreso de estudiantes de espacio más importante de España, con representación de las empresas e instituciones más importantes a nivel nacional y europeo. Hasta el momento se han celebrado cinco ediciones del Spanish Space Students, cada una en una de las ciudades en las que el LEEM posee representación activa:
- 2006: Villafranca del Castillo

- 2007: Valencia

- 2008: Zaragoza

- 2009: Sevilla

- 2010: Madrid

- 2011: Las Palmas de Gran Canaria

- 2013: Sevilla

- 2014: Zaragoza

- 2017: Madrid

### Cohetes
La división de Cohetes de Sondeo nace con el objetivo de desarrollar, mantener y operar distintos tipos de cohetes de sondeo, proporcionando así una plataforma para experimentación en microgravedad, el estudio de la atmósfera o banco de pruebas de tecnologías de carácter aeroespacial. Dentro de este marco se aborda el diseño y desarrollo tanto del vehículo lanzador, su planta motriz y todos los equipos auxiliares de tierra necesarios para su operación segura.

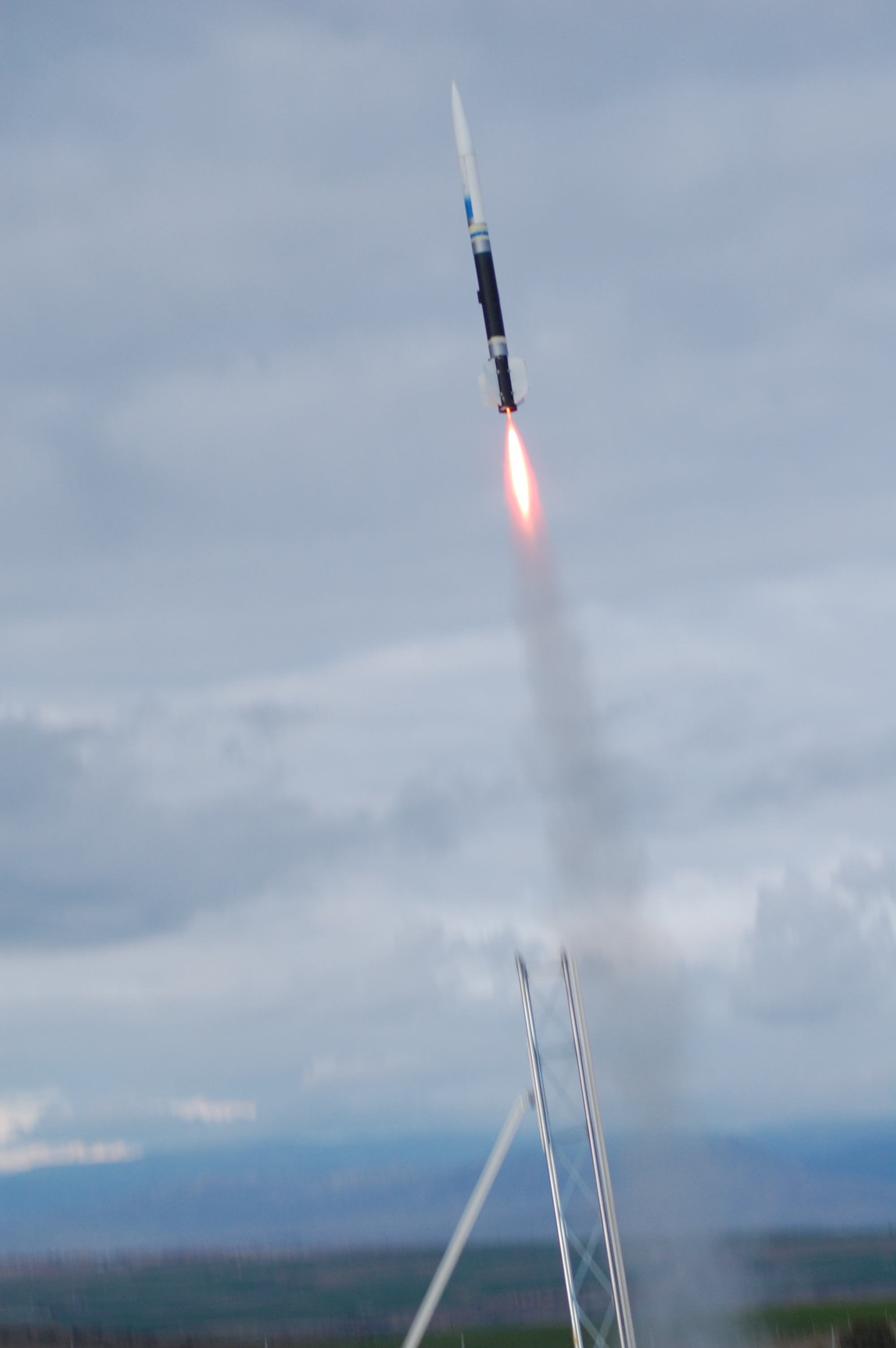
LEEM RK-20 Rocket Series.

Para alcanzar esta meta, la división de Cohetes de Sondeo cuenta con un departamento de diseño y simulación tanto del vehículo lanzador como de su equipo propulsivo, diversos bancos de pruebas (ensayo de combustibles, prueba de cargas de eyección, ensayos de presión hidrostática y bancadas para prueba estática de motores de media y alta potencia), cohetes para ensayos en vuelo (serie LEEM-RK X) y un taller de fabricación. En función de la misión a realizar, se distinguen las siguientes familias de cohetes:
- Serie LEEM - RK X.- Lanzadores de bajo apogeo(no superior a 500 metros), su función es ensayar en vuelo distintos equipos destinados a las series superiores. En ellos también se ensayan motores comerciales de pólvora negra (BP) y composites.

Estado: Operativo
- Serie LEEM – RK/CS.- Lanzadores de media cota (entre 1 y 2 km), destinados al lanzamiento y liberación de CanSats (dispositivo autónomo y recuperable, capaz de realizar una cierta misión, implementado dentro de una lata de refresco). Se emplearon en la Primera Competición Internacional de CanSat que el LEEM organizó los días 10,11 y 12 de abril de 2008.

Estado: Fabricación
- Serie LEEM – RK/S X.- Lanzadores de alta cota propulsados por combustibles sólidos (i.e.- Nitrato Potásico/Sorbitol (KNSB)). Su misión es llevar una carga útil de hasta 3 kg a condiciones de microgravedad. Cuenta con dos bahías posibilitando recuperar la carga en el interior del cohete o eyectarla en apogeo.

Estado: Fabricación
- Serie LEEM – RK/Hyb X.- Lanzadores multietapa con motor híbrido, de apogeo no superior a los 6 km. Serán los vehículos de ensayos en vuelo para el motor híbrido y sistemas jettison.

Estado: Diseño

### CanSat
El CanSat consiste en un dispositivo autónomo, capaz de realizar una cierta misión, implementado dentro de una lata de refresco. El limitar el volumen del dispositivo a un recipiente tan pequeño tiene como objetivo fomentar el desarrollo de subsistemas miniaturizados que luego se utilizarán en Cohetes de Sondeo o Microsatélites.

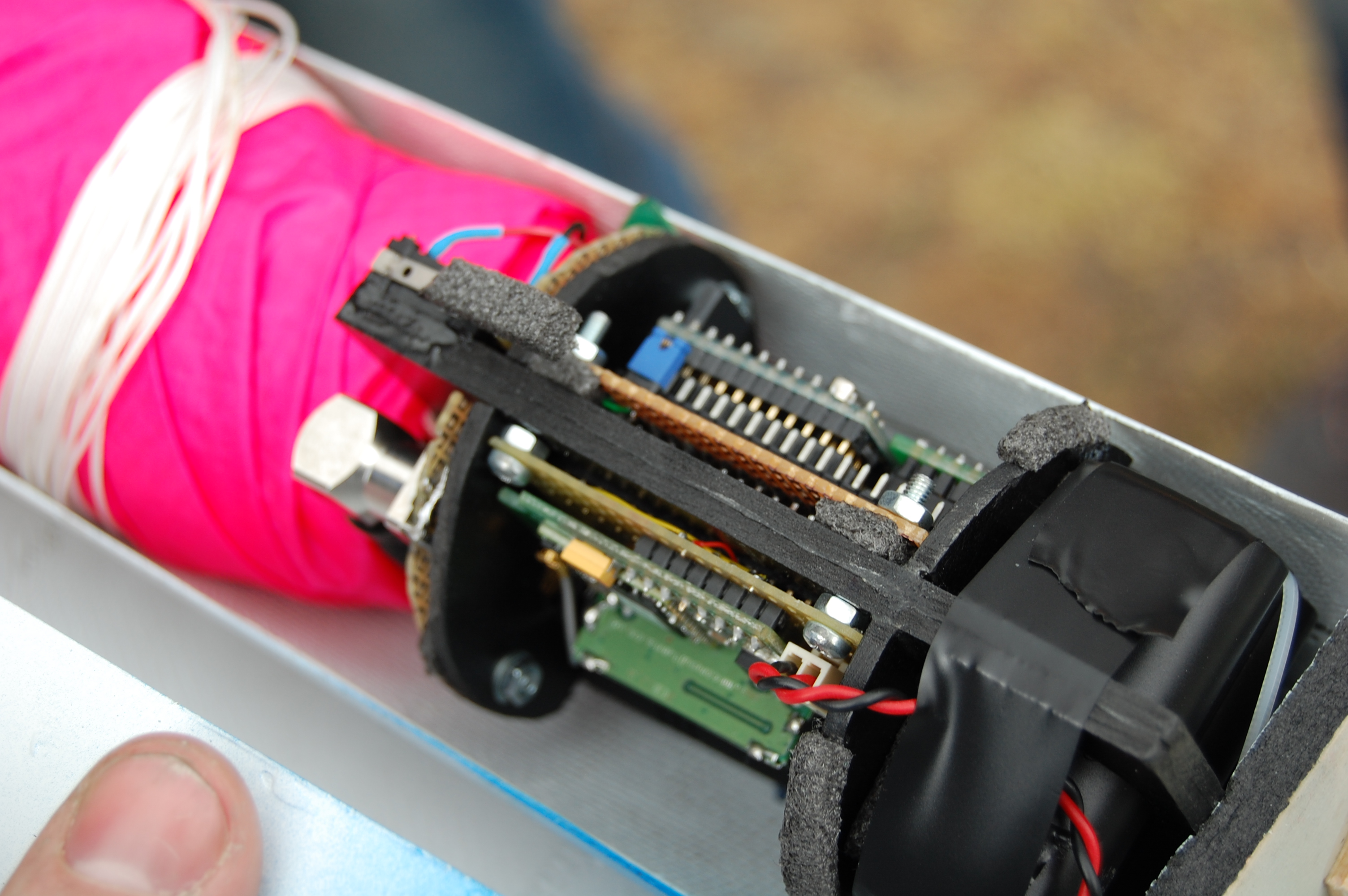
CanSat en la competición.

Una vez integrado dentro de la lata de refresco los subsistemas de alimentación, carga útil, sistema de navegación y sistema de recuperación (paracaídas, airbag…), el CanSat se lanza a bordo de un cohete reutilizable hasta una altura comprendida entre los 200 m y los 2 km y allí se suelta para que comience su misión. Este perfil lo hace interesante también para la experimentación científica en cortos periodos de microgravedad o incluso de medición atmosférica.
El LEEM organizó la Primera Competición Nacional de CanSat, abierta a equipos de las distintas universidades españolas. En esta edición se presentaron las siguientes categorías:
1- Navegación: El CanSat debe detenerse sobre una diana, bien utilizando control aerodinámico durante su descenso o sistemas de navegación terrestre una vez haya aterrizado. Se valorará tanto la precisión como la complejidad y originalidad del sistema de control y navegación.
2- Subsistema de Cohete: Con el fin de seleccionar los equipos que desarrollarán los distintos subsistemas de los Cohetes de Sondeo LEEM – RK/Hyb, en cada edición de la competición se propondrá un subsistema (Control, telemetría, recuperación…) y miembros de la asociación elegirán al equipo que mejor haya cumplido los requerimientos con el fin de que desarrolle su idea y sea implementada en el cohete. Será banco de pruebas de diseño y construcción de subsistemas miniaturizados.
3- Experimentación Científica: Con carácter libre, se ofrece la posibilidad de lanzar a bordo de los cohetes reutilizables distintos CanSat con experimentos científicos de índole diversa, premiándose el de mayor relevancia científica, complejidad u originalidad.
En febrero de 2007, representantes del LEEM acudieron a Tokio al primer Workshop sobre CanSat en el que se establecieron las bases y normas de una competición internacional, así como los requerimientos técnicos de los vehículos lanzadores. Gracias a la participación en este evento, se ha podido diseñar la Competición Nacional siguiendo las bases acordadas en Tokio. De esta forma, se pretende ser uno de los países pioneros en la organización de una competición CanSat a nivel internacional.

### Vehículos Aéreos No Tripulados (UAV)
LEEM posee un avión diseñado y construido por estudiantes que actualmente se maneja por radio control y para el que se estudia la implementación de equipos electrónicos que lo hagan totalmente autónomo para realizar misiones de cobertura audiovisual aérea y lanzamiento de CanSats.

### Torre de Caída Libre (TCL)
Es la división del LEEM destinada a impulsar, promover y crear proyectos e iniciativas encaminadas a la investigación en microgravedad en Torres de Caída a través de proyectos diseñados e implementados por estudiantes, tanto en las torres de caída existentes en España como en el resto de la comunidad europea. El uso de las torres de caída se realiza a través de acuerdos con sus instituciones administradoras.

### Ground Station (GS)
Puesta en marcha la creación de 2 estaciones de seguimiento da satélites en la Universidades Politécnica de Madrid y en la Universidad de Valencia. Así el LEEM se unirá al proyecto GENSO (Red Global Educativa para Operaciones de Satélites ) de ISEB (Plataforma Internacional para Educación sobre Espacio). ESTADO: Activo.

## Delegaciones
Las delegaciones locales poseen el objetivo de establecer relaciones permanentes de colaboración con la universidad a la que estén adscritas y de posibilitar a los estudiantes la participación en las actividades de la asociación. Por tanto, representan el contacto más directo entre el LEEM y los estudiantes. Las delegaciones se estructuran en torno a proyectos propios, actividades de carácter asociativo y la participación específica en proyectos nacionales. Cada una de las delegaciones posee su propia autonomía a nivel administrativo y económico, con su propia Junta Directiva Local y gestionando su propio presupuesto. El Presidente de cada delegación posee un voto en la Junta Directiva Nacional. Algunas delegaciones, como la de Madrid, presentan la mayor relevancia específica dentro del conjunto de asociaciones de la Universidad. Actualmente existen cuatro delegaciones estables, cuyo centro es siempre la principal universidad tecnológica, aunque agrupan a todos los socios de esa región. También han existido delegaciones en Valencia y en las Islas Canarias. Las delegaciones activas en el presente son:
- Universidad Politécnica de Madrid (LEEM-UPM)

- Universidad de Sevilla (LEEM-US)

- Universidad de Zaragoza (LEEM-UZ)

- Universidad de Cádiz (LEEM-Cádiz)

## Gabinetes
La función de los gabinetes es prestar soporte tanto a la Junta Directiva como al resto de áreas del LEEM. Actualmente existen cuatro gabinetes:

### Gabinete de Comunicación y Protocolo
Como su nombre indica, este gabinete tiene dos funciones principales:
- Comunicación: Publicar las notas de prensa, convocar a la prensa en eventos concretos,
- Protocolo: Convocar y tratar con personalidades para gestionar visitas, charlas en congresos u otros eventos.

### Gabinete de Diseño Gráfico
Se encarga de generar mediante producción o subcontratación todas las artes gráficas usadas para publicitar a la asociación y eventos concretos.

### Gabinete de Derecho Espacial
Su función es asesorar legalmente proyectos gestionados por miembros del LEEM.

### Gabinete de IT
Se encarga de gestionar y mantener todos los soportes digitales de los que dispone la asociación.

## Consejo Asesor
El Consejo Asesor se encarga de asesorar a la directiva del LEEM en el establecimiento de la estrategia de la organización así como en temas de carácter técnico, administrativo, económico o legal previa solicitud formal. Está formado por personas de relevante experiencia profesional que han colaborado activamente con el LEEM. Actualmente sus miembros son:
- Tariq Al-Marahleh: expresidente LEEM (2012-2014)

- Cayetano Santana: Vicepresidente Mars Society España (2012-presente)

- Amalio Monzón: expresidente LEEM (2010-2012)

- Héctor Salvador: expresidente LEEM (2006-2010)

- Maite Trujillo: Ingeniera de Seguridad de Sistemas ESA - Agencia Espacial Europea

- Rafael Moro Aguilar: Miembro de la Delegación Española ante UN COPUOS - Comisión sobre la Utilización del Espacio Ultraterrestre con Fines Pacíficos de Naciones Unidas

## Distinciones y premios

### Miembros de honor
Se trata de la distinción que otorga el LEEM en reconocimiento de aquellas personas externas a la organización, que han realizado una contribución excepcional a la consecución de los fines de la Asociación. Hasta el momento dicho reconocimiento se ha entregado a:
- Miguel López-Alegría (2008): Astronauta NASA - National Aeronautics and Space Administration

- Miguel Ángel González Pérez (2009): Decano COITAE - Real Colegio Oficial de Ingenieros Técnicos Aeronáuticos

- Antonio Pérez Yuste (2010): Director del Gabinete del Rector UPM - Universidad Politécnica de Madrid

- Javier Ventura Traveset (2011): Director de Educación y Comunicación de la ESA en España - Agencia Espacial Europea

### Premio Vicente Albert
Se trata del reconocimiento que otorga el LEEM a aquellas personas pertenecientes a la organización, que han realizado una importante contribución a la consecución de los fines de la Asociación destacando por su esfuerzo, compromiso, dedicación y compañerismo. Este premio se concede en homenaje a la memoria de Vicente Albert Rodríguez, Presidente de la Delegación del LEEM en Valencia hasta 2010. Hasta el momento dicho reconocimiento se ha entregado a:
- Héctor Salvador (2010): expresidente LEEM (Laboratorio para Experimentación en Espacio y Microgravedad)

- Cayetano Santana Gil (2011): Tesorero LEEM (Laboratorio para Experimentación en Espacio y Microgravedad)

- Daniel Sors Raurell (2013): Presidente LEEM-UPM (Laboratorio para Experimentación en Espacio y Microgravedad - Universidad Politécnica de Madrid)

- Jonatan Peris Rivas (2014): Presidente LEEM-UZ (Laboratorio para Experimentación en Espacio y Microgravedad - Universidad de Zaragoza)